# 萊馬特巴赫河
50°2′17.57″N 12°9′53.49″E / 50.0382139°N 12.1648583°E
萊馬特巴赫河（德語：Leimatbach），是德國的河流，位於該國東南部，由巴伐利亞負責管轄，屬於勒斯勞河的左支流，河道全長7.5公里，流域面積12.4平方公里。